# Dea dei fiori
La Dea dei fiori è una scultura in marmo di Carrara realizzata dallo scultore milanese Francesco Barzaghi (1839-1892) nel 1878. Ispirata all'antico mito di Flora, riscosse grandissimo successo all'esposizione nazionale di belle arti nell'àmbito della Esposizione Nazionale di Milano del 1881 ed è esposta presso la Galleria d'Arte Moderna di Milano.

## Descrizione
La scultura, in marmo bianco, fu realizzata nel 1878 e ritrae a dimensione naturale una giovane donna completamente nuda che, all'impiedi, alza le braccia tese sopra il capo tenendo nelle mani una ghirlanda di fiori; dal piedestallo risale sulle gambe una delicata spirale di fiori che termina a coprire pudicamente il pube della donna. Alla composizione si ispirerà pochi anni dopo, nel 1882, lo scultore ticinese Vincenzo Vela (1820-1891), compagno di studi del Barzaghi e stilisticamente a lui vicino nei modi del Realismo opposto alla tradizione classicista canoviana, con la sua Flora che condividerà con la Dea dei fiori il tema artistico e lo stile compositivo.
L'opera del Barzaghi è da considerarsi una continuazione stilistica della sua precedente Frine (1863) e venne presentata al pubblico all'Esposizione di belle arti di Brera nel 1878 dove riscosse un giudizio non lusinghiero dal giovane critico e giornalista Carlo Romussi. Nel numero di dicembre 1878 de Il Raffaello il Romussi si esprime così:

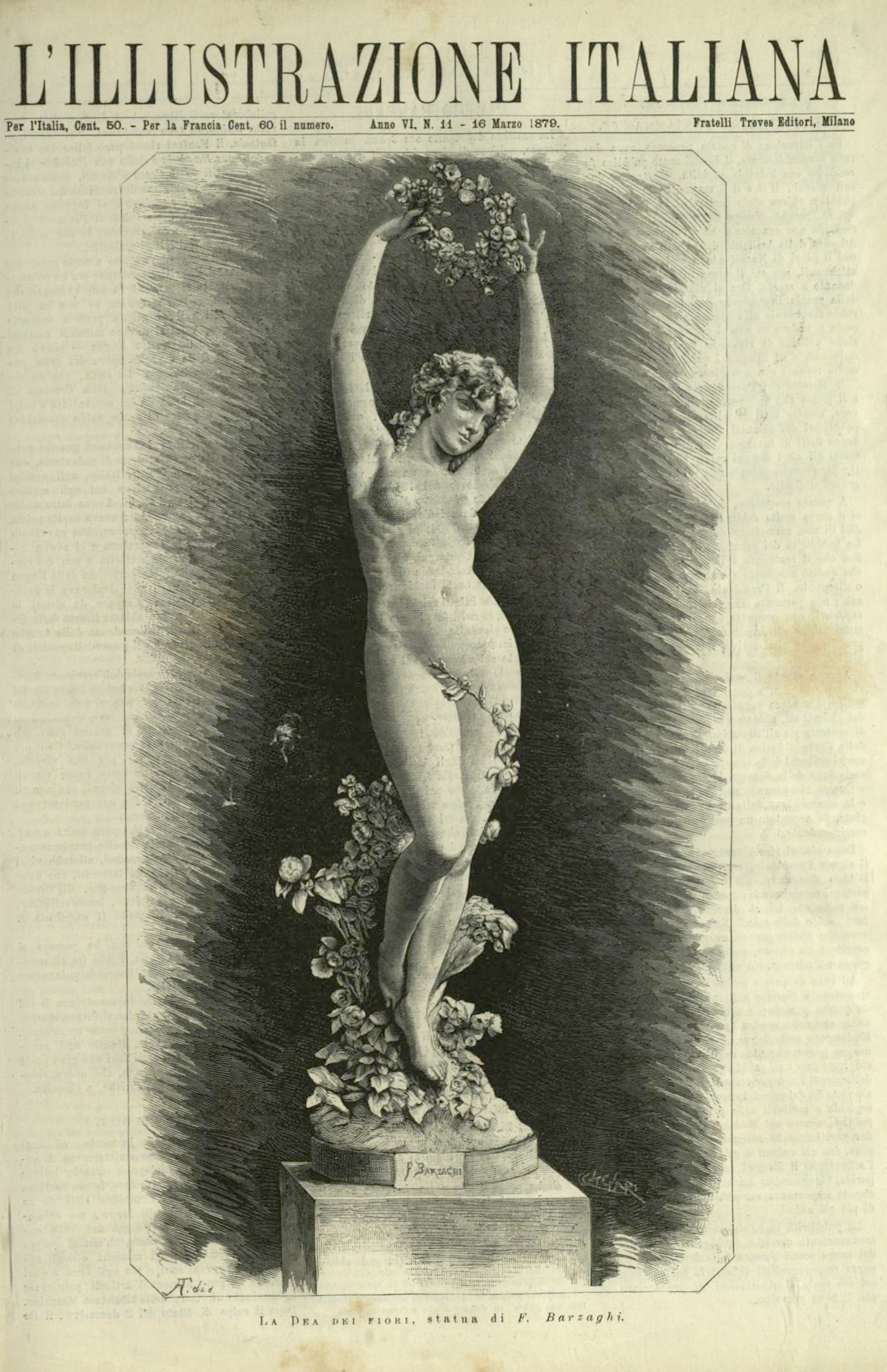
La Dea dei fiori sulla copertina de L'Illustrazione Italiana (1879).

«La scuola moderna presenta un altro nudo: è la Dea dei Fiori del Barzaghi. Questo scultore ha voluto fare una seconda edizione della sua Frine, ma, al contrario delle edizioni librarie, questa è riescita men corretta e aumentata... solo nei fianchi. A bella prima la statua sembra fatta sopra due modelli: perché il busto stretto e i fianchi matronali contrastano tra loro: guardata invece di costa questa diversità scompare. E' una statua civettuola e manierata, nella quale l'autore fa pensare ai suoi meriti e lascia vedere i difetti.»
Terminata l'esposizione di Brera l'opera venne acquistata da Sua Maestà re Umberto I di Savoia e divenne parte delle opere a corredo delle sale del palazzo di corte di Milano. Qui esposta l'opera colpì invece profondamente il pubblico per la sua sensualità e guadagnò la copertina del periodico L'Illustrazione italiana del 16 marzo 1879 dove si legge la seguente entusiastica descrizione:
«[...] è tutta garbo, gentilezza, è morbida e flessuosa, e coi larghi fianchi accenna a quell’inesauribile fecondità per cui si coprono di margherite i prati, e fioriscon le siepi, e le fratte, le ripe e i muri, e ogni albero, ogni erba, ed il più umile vegetale dà il suo fiore e il suo profumo.»
L'opera ebbe poi un grande successo nel 1881 alla Mostra di Belle Arti della grande Esposizione di Milano dove raccolse critiche trionfali; nella Cronaca illustrata della Esposizione nazionale-industriale ed artistica del 1881 di Treves, la Dea viene così presentata:
«Questa statua è tutta una lusinga, spicca dal cespo di rose con fascino molle, ricorda l'adolescenza, è flessuosa nel movimento, ben tornita nelle membra e fatta a pennello coi fianchi ampj della Dea della fecondità che rallegra la primavera.»
Critico, invece, il giudizio del periodico Leonardo da Vinci de L'Osservatore Cattolico che, in un articolo del 10 luglio 1881 sull'Esposizione Nazionale, scriveva:
«[...] la vita che traspare dal marmo ti chiama alla Dea dei fiori di Francesco Barzaghi: tu la contempli ed essa ti affascina, ma tu le chiedi un pensiero, ed essa non ti risponde, non ti eleva, non ti nobilita. Oh lasciamo la Dea dei fiori! I fiori avvizziscono , disseccano e la dea che ti affascinava ti lascia il cuor vuoto, l'animo affievolito.»
La Dea dei fiori, dopo essere stata presentata all'Esposizione nazionale, fu acquistata nel 1881 dall'allora Collezione dell'Ottocento inaugurata nel 1877 nel Salone dei Giardini Pubblici e diventata poi nel 1903 Galleria d'Arte Moderna dove è tuttora conservata.
Nel 1892, in occasione della commemorazione del Barzaghi da poco scomparso, scriveva il Segretario dell'Accademia di Brera:
«Quanta grazia soave nelle forme delicate della sua Dea dei Fiori, bella e pura nella tenera venustà delle sue membra gentili! lieta come la popolazione lombarda all’indomani della riconquistata libertà! quanto sentimento moderno, spontaneo, irrompente, da meravigliare profondamente chi ritorna col pensiero alle creazioni del periodo pseudo-classico!»